# Гилпин, Пери
Пери Кэй Гилпин (англ. Peri Kay Gilpin, род. 27 мая 1961) — американская телевизионная актриса, наиболее известная по своей роли в ситкоме «Фрейзер» (1993—2004).

## Жизнь и карьера
Пери Кей Олдхэм родилась в Уэйко, штат Техас и закончила Техасский университет в Остине, прежде чем начала свою карьеру на местном радио. На телевидении она дебютировала в конце восьмидесятых и начала играть эпизодические роли в сериалах «Джамп стрит, 21» и «Мэтлок». Её первая регулярная роль была в ситкоме 1991 года «Плоть и кровь» который был закрыт после нескольких эпизодов.
Гилпин добилась наибольшей известности благодаря своей роли продюсера Роз Дойл в длительном комедийном сериале «Фрейзер», где она снималась на протяжении одиннадцати сезонов, с 1993 по 2004 год. Ранее она появилась в эпизоде ситкома «Весёлая компания», спин-оффом которого является «Фрейзер». Вместе с актёрским составом она ежегодно, десять лет подряд, номинировалась на Премию Гильдии киноактёров США, выиграв однажды, в 2000 году. Примечательно, что Гилпин является единственным основным актёром сериала, кто никогда не номинировался на «Эмми»
В период своей карьеры Гилпин снялась в нескольких сделанных для телевидения фильмах и озвучила ряд мультфильмов. После завершения «Фрейзера» Гилпин сыграла с Хизер Локлир в пилоте ситкома «Женщины среднего возраста» для ABC, но шоу не получило зелёный свет на дальнейшее производство. С тех пор она в основном играла гостевые роли в таких сериалах как «Медиум», «Отчаянные домохозяйки», «Закон и порядок: Преступное намерение», «Анатомия страсти», «C.S.I.: Место преступления», а также «Красотки в Кливленде», где она воссоединилась с Джейн Ливз, коллегой по «Фрейзеру». С 2009 по 2011 год она была регулярным членом актёрского состава подросткового сериала «Добиться или сломаться», где играла мать главной героини. В 2010 году она получила премию «Грейси» за роль в сериале.

## Избранная фильмография
| Год       |   | Русское название          | Оригинальное название  | Роль                 |
| --------- | - | ------------------------- | ---------------------- | -------------------- |
| 1993—2004 | с | Фрейзер                   | Frasier                | Розалинда «Роз» Дойл |
| 2007      | с | Отчаянные домохозяйки     | Desperate Housewives   | Мэгги Гилрой         |
| 2009—2011 | с | Добиться или сломаться    | Make It or Break It    | Ким Килер            |
| 2019      | с | Почему женщины убивают    | Why Women Kill         | Вивиан Бёрк          |
| 2022      | с | Кевин может пойти к чёрту | Kevin Can F**k Himself | Донна Дивайн         |